# Башир, Халима
Халима Башир — врач, правозащитница и писательница-публицист родом из Дарфура (Судан). В настоящее время проживает в Лондоне.
Родилась в конце 1970-х гг. в обеспеченной семье. Работала врачом в Дарфуре, где стала свидетельницей массового изнасилования женщин и детей в местной школе, совершённого боевиками движения «Джанджавид». Она оказала первую помощь пострадавшим и сообщила об увиденном представителям ООН. В отместку за это её похитили и насиловали в течение трех дней, а также убили её отца.
Страдания жителей Дарфура описаны Халимой в книге «Слёзы пустыни», которую она написала в соавторстве с журналистом Дэмиэном Льюисом. За книгу и правозащитную деятельность в октябре 2010 ей присуждена премия имени Анны Политковской. В связи с поступившими угрозами жизни она не явилась на церемонию лично — награду приняла её подруга Лошала Линч, также родом из Судана.